# Dictionnaire encyclopédique Brockhaus et Efron
Pour les articles homonymes, voir Brockhaus et Efron.
Le Dictionnaire encyclopédique Brockhaus et Efron (en russe : Энциклопедический словарь Брокгауза и Ефрона, abrégée ЭСБЕ, ESBE), publié dans l'Empire russe de 1890 à 1906, est la version russe de l'Encyclopédie Brockhaus, publiée en Allemagne depuis 1808, et contemporaine de l'Encyclopædia Britannica.
Cette version en langue russe fut mise en place par une association d'éditeurs de Leipzig et de Saint-Pétersbourg. La « petite édition » comprend 35 volumes et la « grande édition » 86, qui contiennent 121 240 articles, 7 800 illustrations et 235 cartes.
Deux autres versions lui sont également associées, le Petit Dictionnaire encyclopédique Brockhaus et Efron (MЭСБЕ, MESBE) et le Nouveau Dictionnaire encyclopédique (HЭС, NES). La première, qui compte quatre volumes, est une version plus courte du premier dictionnaire, tandis que la seconde devait reprendre l'essentiel du dictionnaire encyclopédique en 48 volumes ; seuls 31 volumes furent toutefois publiés.

## Histoire
Les débuts du dictionnaire faillirent être catastrophiques car, par souci d'économie, on fit traduire les articles du dictionnaire allemand Meyers Konversations-Lexikon par des étudiants mal payés qui se vengèrent en remettant un travail médiocre. On sauva la situation en invitant les meilleurs spécialistes russes à rédiger directement les textes.
Il en résulta des situations paradoxales. Par exemple, l'article concernant la classification périodique des éléments ne faisait pas mention de son créateur, Dmitri Mendeleïev (1834-1907). La raison en est qu'il avait été rédigé par Mendeleïev lui-même, chargé de la section « Chimie », et que celui-ci aurait trouvé indécent de mettre en avant sa propre activité scientifique. 
Les traductions furent donc améliorées et ce qui aurait pu n'être qu'une encyclopédie banale ouvrit au public les avancées les plus récentes des sciences et techniques. 
Entré dans le domaine public, ce dictionnaire peut avoir vieilli sur de nombreux points ; il n'en conserve pas moins à bien des endroits une valeur historique exceptionnelle.
Après la chute de l'Union soviétique, l'ouvrage fut réimprimé. Il est à présent disponible sur Internet.